# Gnophos idrisarius
Gnophos idrisarius är en fjärilsart som beskrevs av Hans Zerny 1934. Gnophos idrisarius ingår i släktet Gnophos och familjen mätare. Inga underarter finns listade i Catalogue of Life.